# 36e cérémonie des AVN Awards
La 36e cérémonie des AVN Awards était un événement de remise de prix pornographiques récompensant les meilleures actrices, acteurs, réalisateurs et films de l'industrie pour adultes en 2018. Les nominations ont été annoncées lors d'une cérémonie le jeudi 15 novembre 2018 à l'Avalon Hollywood. La cérémonie a eu lieu le 26 janvier 2019 au Hard Rock Hotel and Casino de Las Vegas,. Elle a été diffusée sur la chaîne américaine Showtime. La remise des prix a été co-animée par Romy Rain et Bailey Rayne avec Esther Ku. Le spectacle musical a été donné par la rappeuse Cardi B,. Le président de AVN Tony Rios, a annoncé que cette édition 2019 des AVN Awards serait la première à avoir une distribution entièrement féminine,.

## Déroulement de la cérémonie
La cérémonie s’est déroulée à l'intérieur du Hard Rock Hotel and Casino de Las Vegas dans la salle de concert appelée  « The Joint » et a été diffusé sur la chaîne Showtime,. La 36éme cérémonie des AVN Awards ont été présentés en partenariat avec MyFreeCams. L’événement a largement été couvert par de nombreux pays et médias tels que Vice, GQ, E! News, Getty Images. Des médias d’Italie, d’Allemagne, de République Tchèque et du Japon ont également demandé des accréditations pour assister à la cérémonie.
Cette 36e cérémonie a été co-animée par Romy Rain, l’ambassadrice de MyFreeCams Bailey Rayne et la comédienne Esther Ku. Chérie DeVille à donnée de minies interviews à l’arrivée des stars sur le tapis rouge pour le compte de AEBN. La rappeuse Cardi B a ouvert et clôturé le spectacle devant plus de 3 500 personnes et plusieurs dizaines de milliers de téléspectateurs. Elle est également la première artiste féminine à s’être produite au AVN Awards,,.

## Lauréats et nommées

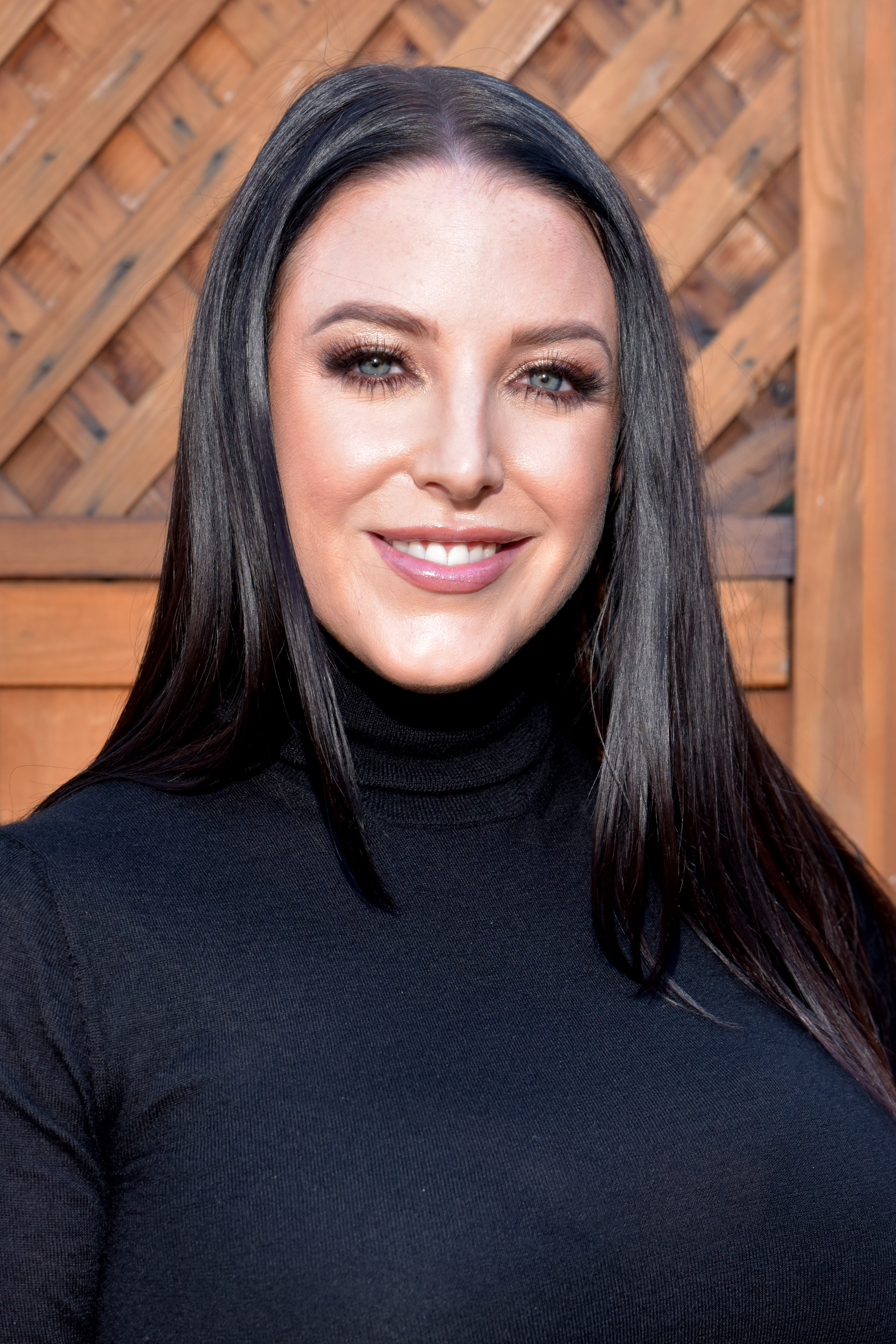
Angela White qui a remporté le prix de l'Interprète Féminine de l'Année pour la deuxième fois consécutive.

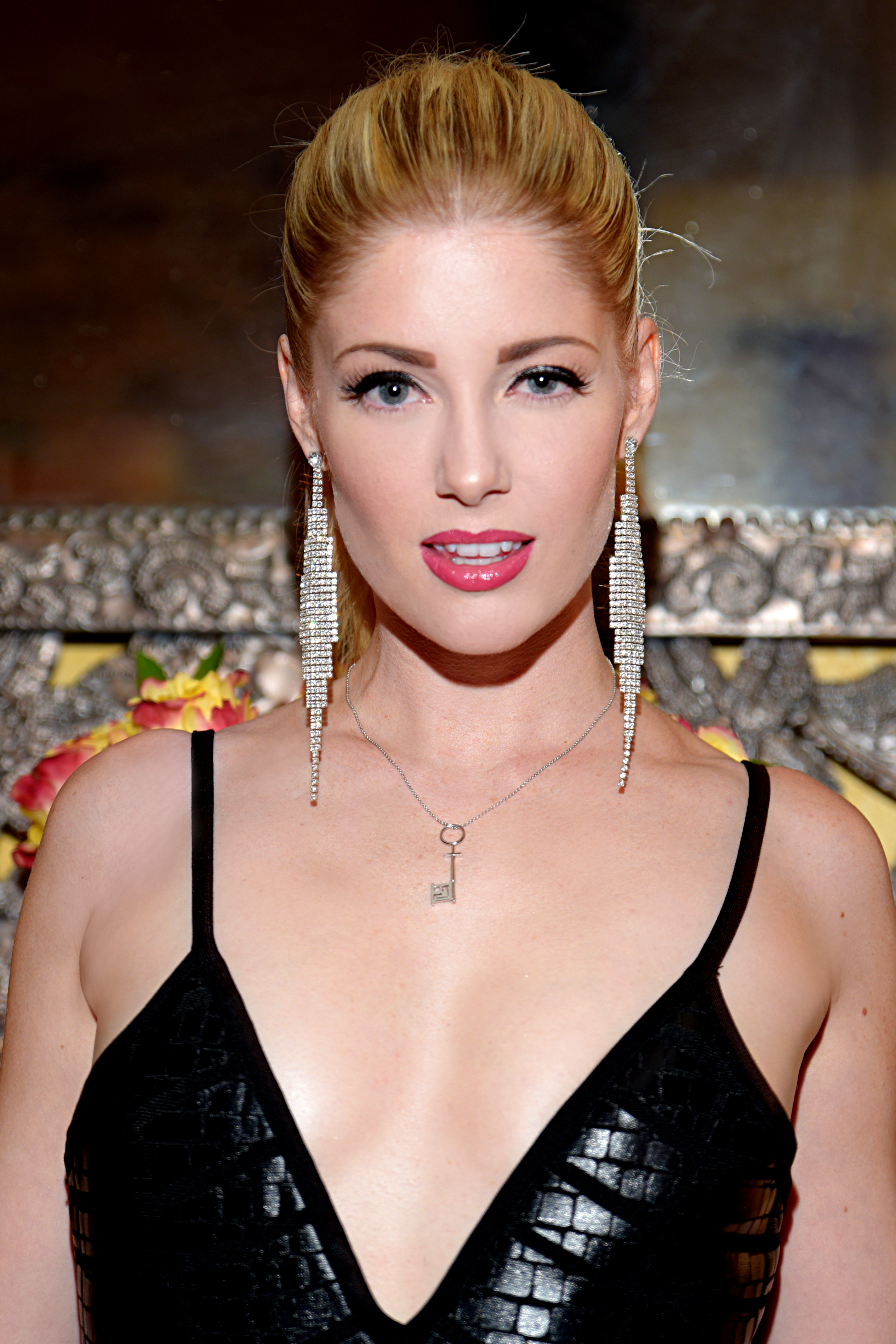
Charlotte Stokely qui a remporté pour la première fois de sa carrière le prix de l'Interprète Lesbienne de l'année.

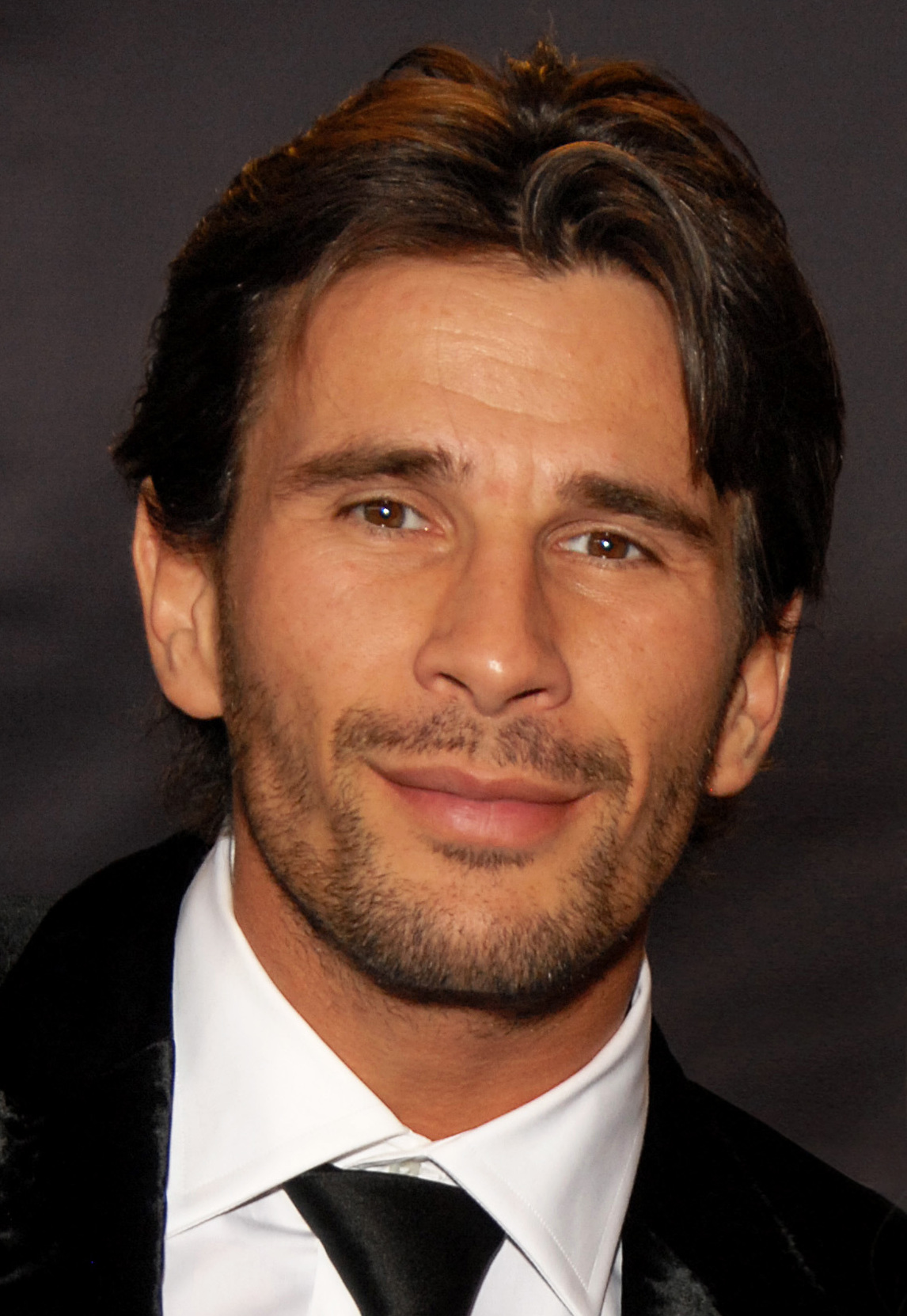
Manuel Ferrara a remporté le prix de l'Interprète Masculin de l'Année pour la sixième fois de sa carrière.

### Récompenses majeures
L’un des principaux prix de la soirée, à savoir, le prix de l’Interprète Féminine de l’Année (Female Performer Of The Year) a été remporté par Angela White qui cumule son deuxième prix à la suite dans cette catégorie. Manuel Ferrara remporte son premier prix de l’Interprète Masculin de l’Année (Male Performer Of The Year) depuis 2014  après l’avoir déjà remporté en 2005, 2006, 2010, 2012, ce qui lui fait un record de 6 prix cumulés,.
Charlotte Stokely a remporté pour la première fois de sa carrière le prix de l’Interprète Lesbienne de l’année (All-Girl Performer Of The Year) après des années de nominations sans jamais être lauréate. Elle déclarera à la suite de sa récompense, : 
« Cela me rend vraiment fier, parce que j’ai toujours pensé que je faisais du bon boulot, mais je devais essayer un peu plus fort. Alors chaque année où j’étais nommée, j’essayais toujours plus fort. Je ne gagnais pas, alors j’essayais encore plus fort ».
À 22 ans, Ivy Wolf a remporté le prix de la Meilleur Nouvelle Starlette (Best New Starlet), le prix le plus convoité pour une nouvelle interprète féminine. Elle remporte aussi le prix de la Meilleure Scène de Groupe Lesbien (Best All-Girl Group Sex Scene) avec Eliza Jane et Jenna Sativa. Dans cette catégorie, la tradition veut que la Meilleure Nouvelle Starlette en titre, en l’occurrence Jill Kassidy, remette le prix à la nouvelle lauréate,.

Les noms en gras suivis d'une * désignent les lauréats :
| Film de l'Année | Interprète Lesbienne de l'Année |
| --- | --- |
| - The Possession of Mrs. Hyde* (Best Action/Thriller) - A 40 Year Old Widow (Best Foreign Feature/Anthology) - After Dark (Best Drama) - Deadpool XXX: An Axel Braun Parody (Best Parody) - I Am Angela (Best Star Showcase) - Icons (Best Anthology) - Love in the Digital Age (Best Comedy) | - Charlotte Stokely* - Ayumi Anime - Serena Blair - Jayden Cole - Val Dodds - Darcie Dolce - Kendra James - Shyla Jennings - Georgia Jones - Ivy Jones - Milana May - Mindi Mink - Prinzzess - Sabina Rouge - Scarlett Sage - Jenna Sativa |
| Interprète Masculin de l'Année | Interprète Féminine de l'Année |
| - Manuel Ferrara* - Mick Blue - Xander Corvus - James Deen - Dredd - Markus Dupree - Small Hands - Steve Holmes - Ricky Johnson - Jessy Jones - Keiran Lee - Mandingo - Ramón Nomar - Tommy Pistol - Johnny Sins | - Angela White* - Abella Danger - Honey Gold - Katrina Jade - Elsa Jean - Jill Kassidy - Abigail Mac - Ariana Marie - Kira Noir - Riley Reid - Kristen Scott - Kissa Sins - Gina Valentina - Whitney Wright |
| Meilleur Nouveau-venu Masculin | Meilleur Nouvelle Starlette |
| - Jason Luv* - Indiana Bones - Cash Boss - Stirling Cooper - Lil D - Dustin Daring - Oliver Flynn - Johnny Goodluck - Quinton James - Connor Kennedy - Brad Newman - Sam Shock - Louie Smalls - Brad Sterling - Zac Wild | - Ivy Wolfe* - Gia Derza - Hannah Hays - Eliza Ibarra - Ella Knox - Tana Lea - Alina Lopez - Hime Marie - Nia Nacci - Kenzie Reeves - Karma Rx - Nicolette Shea - Kendra Spade - Jane Wilde - Emily Willis |
| Interprète Transexuelle de l'Année | Réalisateur(trice) de l'Année |
| - Chanel Santini* - Shiri Allwood - Michelle Austin - Aspen Brooks - Kayleigh Coxx - Korra Del Rio - Foxxy - Aubrey Kate - Khloe Kay - Lena Kelly - Casey Kisses - Annabelle Lane - Natalie Mars - Domino Presley - Tyler St. Syn | - Kayden Kross* - Joanna Angel - James Avalon - Axel Braun - Jules Jordan - Mason - Bree Mills - MimeFreak - Pat Myne - Eddie Powell - Mike Quasar - Jacky St. James - Stills by Alan - Dana Vespoli - Andy Zane |
| Meilleur Acteur d'un Long Métrage | Meilleur Actrice d'un Long Métrage |
| - Seth Gamble, Deadpool XXX: An Axel Braun Parody* - Brad Armstrong, The Cursed XXX - Johnny Castle, The Finisher: A DP XXX Parody - Xander Corvus, Xander's World Tour - Danny D., NeverMore - James Deen, Starfucked - Ryan Driller, The Seduction of Heidi - Robby Echo, Hand Solo: A DP XXX Parody - Small Hands, A Trailer Park Taboo - Steve Holmes, Dirty Grandpa - Ryan McLane, Cursed - Derrick Pierce, Second First Date - Logan Pierce, Love in the Digital Age - Tommy Pistol, Anne: A Taboo Parody - Michael Vegas, How I Fucked Your Mother: A XXX Parody | - Eliza Jane, Anne: A Taboo Parody* - Britney Amber, Naked - Mercedes Carrera, Second First Date - Adriana Chechik, Star Wars: The Last Temptation - A Digital Playground XXX Parody - Jessica Drake, Fallen II: Angels & Demons - Kimmy Granger, Poon Raider: A DP XXX Parody - Aaliyah Love, Too Little Too Late - Avi Love, The Possession of Mrs. Hyde - Abigail Mac, Fantasy Factory: Wastelands - Gia Paige, Love in the Digital Age - Kenzie Reeves, A Trailer Park Taboo - Kristen Scott, Camgirl - India Summer, Flawless - Mona Wales, Insomnia - Whitney Wright, Cursed |
| Meilleur film d'action/thriller | Meilleur film dramatique |
| - The Possession of Mrs. Hyde* - Cartel Sex - The Coven Wives - Criminal Passions - The Cursed XXX - Dark Obsession - Fantasy Factory: Wastelands - Fly Girls: Final Payload - Girls With Guns - The Matchmaker - NeverMore - One Step Ahead - The Puppeteer - Squirtwoman: Wasteland - Undercover | - After Dark* - Adoration - Camgirl - Fallen II: Angels & Demons - The Game - Hollywood Ending - Insomnia - Invictus - Mind Fucked: A Cult Classic - Never Forgotten - Paparazzi - The Seduction of Heid - Talk Derby to Me - A Trailer Park Taboo - Trashy Love Story - The Voyeur 2 |
| Meilleur Scène Lesbienne | Meilleur Scène Hétérosexuelle |
| - Abigail Mac, Kissa Sins; Abigail* - Ariana Marie, Jill Kassidy; Ariana Marie: A Little Bit Harder - Charlotte Stokely, Sabina Rouge; Axel Braun's Girlfest - Shyla Jennings, Sadie Blake; Bare - Jenna Sativa, Mary Moody; Erotic Tales - Verónica Rodríguez, Rina Ellis; Girls Gone Pink - Gina Valentina, Sydney Cole; I Screw Girls - Julie Kay, Olive Glass; Interracial Girlfriends 3 - Prinzzess, Zoey Monroe; Prinzzess: A Decade of Desire - Ivy Wolfe, Scarlett Sage; Sage Union - Lily Adams, Kristen Scott; School's Out - Adria Rae, Kimmy Granger; Skinny Dipping - Ella Knox, Katya Rodriguez; Snatch Chat - Joanna Angel, Stoya; Talk Derby to Me - Holly Hendrix, Evelyn Claire; Trashy Love Story | - Avi Love, Ramón Nomar, The Possession of Mrs. Hyde* - Kelsi Monroe, Tyler Steele, Ass Parade 66 - Kenzie Reeves, Brick Danger, Backseat Banging 5 - Misty Stone, James Deen, Cartel Sex - Ivy Wolfe, Chad White, Déjà Vu - Evelyn Claire, Manuel Ferrara, The Female of the Species - Jill Kassidy, Tommy Pistol, Future Darkly - Alina Lopez, Markus Dupree, Hot Bodies 3 - Riley Reid, Tommy Pistol, Killer Blowjobs - Sinderella, Mick Blue, More Than a Thrill - Tori Black, Jean Val Jean, Natural Beauties 6 - Adria Rae, James Deen, Petites - Angela White, Markus Dupree, Serendipity - Carolina Sweets, Ryan Madison, Split Screen - Ariana Marie, Xander Corvus, XXX Parodies                                                               |
| Cosplayeur Préférée | Cam-Girl Préférée |
| - EliseLaurenne* - Adrenna Lyne, adysweet, Alex Harper, AnimeAnnie, Ari Dee, Avalynn Rose, Caitierage, Catjira, ClaraCosmia, Denver_Max, DesignerMissy, Ela Darling, Elise Rivers, Ellie Idol, Emilia Song, Felicia Vox, Hackergirl, HelloCourtney, HyruleFairy, JadeCreates, KaileyKetchum, Kinky Candy, KittyQuinn, Koneko Katana, Lana Rain, Layla Savage, Leya Falcon, LiveCleo, Marica Hase, Molly Stewart, Pervy the Clown, RinCity, ShandaFay, Temptress Lux, Vera Bambi | - Kati3kat* - Aria Nina, Ashlyn Diamond, Aspen Rae, Bailey Rayne, Brielle Day, CarminaHot1, Cherry Crush, Cherry Devivre, Chroniclove, Clara Kitty, Crystal Knight, Daisy Destin, Devious Angel, Ella Silver, Emily Bloom, Emma Banks, Eva Devine, Eve Thompson, Ginger Banks, Golden Kittee, Harley Rose, Harli Lotts, HeidiV, HottyTeen69, Jay Lynn, Jess Victoria, Joey Kim, Katie Summers, KoryBlu, Lala_Capri, Lindsey Banks, LittleRedBunny, Livia Choice, Madelene Ray, MalibuBomb, Mia Shelby, Nikki Eliot, NoahBensi, Ora Young, PrincessSnowAngel, Rae Riley, Raquelle Diva, Reya Sunshine, RocknRose, Salena Storm, SammyStrips, Sasha Red, Sasha Swan, Scout, ShyCountryCutie, SnugglePunk, Stefanie Joy, Sunhiee, Tricia Fox, Veronika Rose |

### Lauréats supplémentaire
La liste compléte et détaillée des lauréats est consultable ici.

## Interprètes introduits a l'AVN Hall Of Fame
Les interprètes choisis pour être intronisés a l'AVN Hall of fame ont été désignés en 2018 et ont été annoncés via le magazine AVN du 21 janvier 2019. Ils ont été ensuite honorés le 22 janvier à l’occasion de l’ouverture de l’AVN Adult Entertainment Expo (AEE) Il s’agit de : 
- Branche Vidéastes :Asa Akira, Gabrielle Anex, Lexi Belle, Frank Bukkwyd, Maestro Claudio, Kiki Daire, Dirty Harry, Ed Hunter, Kayden Kross, Micky Lynn, Ramón Nomar, Serena, Mark Stevens, Misty Stone, India Summer[9].
- Branche Exécutive :Bernard Braunstein et Ed Braunstein, Renae Orenstein-Englehart, Jim Kohls[9].
- Branche Fondateurs d'internet : Nick Chrétien, Stan Fiskin, Mitch Fontaine[9].

## AVN Adult Entertainement 2019
L'AVN Adult Entertainment Expo de 2019 s'est tenue avant la remise des prix du 23 au 26 janvier 2019 au Hard Rock Hotel & Casino de Las Vegas. Une fois arrivés, les participants ont pu visiter « The Joint », la salle de concert transformée en un espace de rencontre pour que les artistes puissent se mêler à leurs fans tandis que Le « Muse Hall » et le « Artist Hall », deux salles adjacentes, sont remplies de stands représentant des sociétés de production, des fabricants de jouets adultes et des fournisseurs de contenu en ligne. « The Joint » a offert de nombreuses possibilités aux fans d'interagir avec les artistes, car les agences de talents ont rempli leurs stands de nouvelles stars et vétérans. Près de la scène, le stand  d’Evil Angel a célébré sa 30e année d’existence avec une œuvre d'art envoûtante mettant en vedette les réalisateurs/producteurs de l'histoire de la compagnie remplissant les sièges d'un théâtre bondé. Les visages familiers comprenaient Rocco Siffredi, John Leslie, Randy West, et Dana Vespoli maniant une caméra.
Dans « Muse Hall », le stand Adult Time avait des murs noirs, avec des artistes en costume noir signant à des autographes un bureau flanqué d'un grand stand de marchandises et d'un plateau de diffusion de Vivid Radio.Toujours dans « Muse Hall », l'élégante cabine Blacked/Tushy/Vixen a fait son retour. Une plate-forme surélevée avec un bar et un salon complets et un canapé doré devant une grande boîte d'ombres avec 40 AVN Awards. Les ventilateurs des gares de dédicace étaient protégés à l'intérieur de cordes de velours rouge sur des poteaux dorés.